# وسس
وسس (به لاتین: Vassås) یک منطقهٔ مسکونی در نروژ است که در Bindal واقع شده‌است.

## خصوصیات
وسس ۱۰ متر بالاتر از سطح دریا واقع شده‌است.